# خوان رامون تيخيرا
خوان رامون تيخيرا (بالإسبانية: Juan Ramón Tejera) هو لاعب كرة قدم ومدرب كرة قدم أوروغواياني في مركز الوسط، ولد في 23 فبراير 1956 في مونتيفيديو في الأوروغواي. لعب مع نادي دانوبيو.